# La Vie, l'Amour, la Mort
Pour plus de détails, voir Fiche technique et Distribution.
La Vie, l'Amour, la Mort est un film réalisé par Claude Lelouch en 1968 (sorti en France en 1969).

## Synopsis
François Toledo, ouvrier marié et père de famille, vit avec sa femme Janine. Il rencontre l'amour fou auprès de Caroline, une collègue de travail. Mais son passé le rattrape peu de temps après. Dans le passé, il a, à trois reprises, étranglé des prostituées quand, victime d'impuissance, il se sentait déshonoré. Dénoncé, il sera alors jugé, condamné à mort, puis guillotiné.

## Fiche technique
- Titre original : La Vie, l'Amour, la Mort
- Réalisateur : Claude Lelouch, assisté de Claude Pinoteau et Daniel Vigne
- Scénario et dialogues : Claude Lelouch, Pierre Uytterhoeven et Claude Pinoteau
- Musique : Francis Lai
- Décors : Albert Rajau
- Photographie : Jean Collomb
- Son : Jean-Louis Ducarme
- Montage : Claude Barrois
- Production : Claude Lelouch, Alexandre Mnouchkine, Georges Dancigers et Alberto Grimaldi
- Durée : 115 minutes

## Distribution
- Amidou : François Toledo
- Caroline Cellier : Caroline
- Janine Magnan : Janine Toledo
- Marcel Bozzuffi : le commissaire Marchand
- Pierre Zimmer : Pierre, inspecteur de police
- Lisette Bersy : Hélène, la mère de Janine
- Catherine Samie : Julie, la prostituée témoin
- Sylvia Saurel : Sabine, la prostituée victime
- Denyse Roland (créditée Denise Roland) : la prostituée à Nimes
- Claudia Morin : la fille du dancing
- Rita Maiden : la prostituée en voiture

Et par ordre alphabétique :
- Jean-Marc Allègre : un aide-bourreau
- Marc Arian : le greffier de la prison
- Claude Barrois : un témoin au procès
- Pierre Collet : le bourreau
- Jean Collomb : le réceptionniste du motel
- « El Cordobés » : lui-même
- Nathalie Durrand : Sophie Toledo
- Pierre Forget : le gardien-chef
- Yves Gabrielli : un officier de police
- Annie Girardot : la femme dans le film
- Jean-Pierre Hazy : un policier
- Jacques Henry : un aide-bourreau
- Robert Hossein : l'homme dans le film
- Robert Leray : le releveur d'empreintes
- Louis Lyonnet : un gardien de la santé
- Albert Naud : l'avocat de la défense
- Jean Portet : un officier de police
- Albert Rajau : un aide-bourreau
- François Reichenbach : lui-même
- Jean-Pierre Sloan : le procureur
- Colette Taconnat : l'assistante sociale

## Tournage
Le film a été tourné :
- dans le département du Gard à Anduze[1]

## Récompenses
- Prix d'interprétation au Festival de Rio pour Amidou